# Stratégie d'entreprise
Pour les articles homonymes, voir stratégie (homonymie).
La stratégie d'entreprise est l'ensemble des choix d'allocation de ressources — humaines ou financières — qui définissent le périmètre d'activité[pas clair] d'une organisation en vue de réaliser ses objectifs. Ces objectifs sont le plus souvent sa rentabilité, son Chiffre d'affaires, sa résilience, et, parfois, le bien-être de ses collaborateurs.
Elle correspond aux axes de développement[pas clair] choisis pour l'entreprise et se concrétise[évasif] à travers un système d'objectifs et un modèle économique (ou une chaîne de valeur) piloté par un processus décisionnel complexe : la décision stratégique.
La stratégie d'entreprise est aussi appelée[Par qui ?] politique générale d'entreprise ou management stratégique.

## Étymologie et histoire de la stratégie d'entreprise

### Étymologie
Le mot stratégie provient du grec στρατηγός (strategós), construit à partir de stratos (armée) et ageîn (conduire).
Au Ve siècle av. J.-C., un strategos ou stratège était un magistrat élu ou coopté qui dirigeait notamment les questions de politique militaire d'Athènes. Les plus célèbres stratèges de l'histoire athénienne sont Périclès et Xénophon. Le mot στρατηγια (strategia), signifiant « commandement d'une armée » où « aptitude à commander une armée, qualités d'un général » et « manœuvre ou ruse de guerre » a été dérivé de strategos et est passé au latin sous la forme strategia, -ae avec le sens de « gouvernement militaire d'une province romaine ». Le mot strategia est notamment utilisé par Pline l'Ancien. En 900, l'empereur byzantin Léon VI le Sage parle dans son traité sur la tactique de l'« art du strategos » pour traduire le latin Ars bellica.
D'après Lawrence Freedman, Joly de Maïzeroy propose en 1771 le mot français « stratégie » comme « art du général ».
L'émergence de la stratégie d'entreprise est beaucoup plus récente. Edith Penrose en a créé les bases dès 1959, la systématisation de l'utilisation du terme « stratégie » dans un contexte d'entreprise est due à Alfred Chandler avec la publication de son ouvrage de 1962.

### Émergence de la stratégie d'entreprise dans lesbusiness schools
La discipline du management stratégique a vu le jour dans les années 1950 et 1960. La mise en place d'un cours de Business Policy à Harvard Business School au milieu des années 1960 atteste que la stratégie d’entreprise était devenu une préoccupation à cette époque. Parmi les premiers contributeurs, les plus influents sont Peter Drucker, Philip Selznick, Alfred Chandler, Igor Ansoff et Bruce Henderson.
Au lieu d'apprendre à se reposer sur son jugement (ce qui avait été la base du programme de Harvard), les étudiants sont incités à développer une compétence plus analytique en étant immergés par les méthodes quantitatives et des théories de la décision. Sous l'influence de Gaither, Ford a dirigé de vastes sommes d'argent vers les meilleures écoles de business pour créer des centres d'excellence, haussant le niveau de formation professionnelle des générations à venir, de managers et de leurs professeurs. En deux décennies, le nombre de business schools aux États-Unis a triplé, et la production de MBA a augmenté fortement en conséquence. En 1980, 57 000 MBA étaient octroyés par 600 programmes, comptant pour 20 % du nombre total de diplômes de masters délivrés. Au même moment, il y avait une expansion équivalente du nombre de revues académiques de business, d'environ 20 à la fin des années 1950 à 200, deux décennies plus tard. En 1965, la fondation Ford rapportait « une utilisation croissante d'analyse quantitative et de model building » (« construction de modèle ») et plus de publications dans des journaux spécialisés en économie, psychologie et statistique. Le cours de business policy (politique d'entreprise) de la Harvard Business School, qui traitait la stratégie d'entreprise dans la « tradition distinguée de l'époque, non pas comme un ensemble de formules, mais comme la mission de l'entreprise, sa compétence distinctive, reflétant les valeurs de ses managers », et n'était pas particulièrement populaire, a été ainsi remplacé par un autre cours intitulé « Competition and Strategy » (« Compétition et Stratégie »), dont on avait retiré le contenu sur le directeur général et les « valeurs de la société »

### Bruce Henderson et le Boston Consulting Group
À peu près au même moment où Harvard créait son cours de business policy, Bruce Henderson a créé le premier un cabinet de conseil spécialisé dans la stratégie, le Boston Consulting Group(BCG). Ce n'était donc pas juste l'augmentation de l'offre qui a créé cet intérêt pour les théories économiques de la décision mais aussi les changements dans la demande de la part de l'environnement économique. L'emphase des années précédentes sur le processus de planification avait reflété l'intérêt supposé d'un nombre limité de très grosses sociétés avec un poids financier et politique démesuré, offrant un éventail de gammes de produits au sein d'une économie qui ne cessait de croître. Alors que pour ces mastodontes, l'organisation interne était un problème majeur, précisément à cause de leur taille et de leur poids et la contrainte de la législation antitrust américaine (l'équivalente au conseil de la concurrence dans les pays francophones), la compétition n'était pas si importante pour elles. Le mot n'apparaît même pas dans l'index de l'ouvrage Strategy and structure de Alfred Chandler, ou dans The Practice of Management de Peter Drucker.
Mais pour des firmes plus petites, dans des marchés nouveaux, ou mouvants, avec des structures beaucoup plus simples, ou légères, le défi était toujours assez différent, et de nouveaux défis commencèrent à apparaître, même pour les grosses sociétés. Les gros comme les petits commençaient à être exposés à une concurrence étrangère croissante, notamment de la part d'entreprises japonaises "insurgentes" avec une meilleure attention aux nouvelles technologies et aux coûts plus bas pour conquérir de nouveaux clients et accroître les parts de marché. Des changements structurels basiques étaient à l'œuvre : on passait de l'industrie manufacturière aux services, et on assistait au développement de nouvelles technologies qui créaient aussi bien de nouvelles formes d'entreprises que des nouveaux types de biens, plus le développement d'instruments financiers de plus en plus ésotériques. Il y eut aussi des facteurs temporaires avec des conséquences sévères, comme la hausse des prix du pétrole de 1974 et la combinaison, en conséquence, de la stagnation et de l'inflation (stagflation). Au début, ces multiples défis ont été relevés, non pas par les business schools américaines, mais par les consultants, qui, par nécessité, se penchèrent sur les tensions et les pressions des changements advenant dans l'environnement économique. Pour le Boston Consulting Group (BCG), fondé par Bruce Henderson en 1964, la stratégie en entreprise consistait plus ou moins à faire des comparaisons directes avec les concurrents, surtout en matière de structures de coûts. Alors que les business schools américaines encourageaient encore l'analyse de situation spécifiques et uniques, Henderson a cherché à établir des théories solides qui pourraient guider le consultant lorsqu'il s'agirait de considérer les situations de nouveaux clients. Son approche était davantage déductive qu'inductive. Le but était de trouver une "relation significative et quantitative" entre une entreprise et les marchés qu'elle vise.
Comme de nombreuses figures de la stratégie d'entreprise, Henderson avait un parcours d'ingénieur. Il était par conséquent attiré par l'idée de systèmes tendant vers l'équilibre, et que la stratégie d'entreprise avait pour objectif, dans un système incluant des concurrents, d'être l'un des premiers à bouleverser l'équilibre et à le rétablir par la suite, sur des fondements plus favorables bien entendu. Le défi consistait à développer le raisonnement nécessaire dans des termes suffisamment explicites pour être "exécuté de façon coordonnée dans des organisations complexes". Son approche, qui tranchait nettement avec la complexité de Igor Ansoff, était d'appliquer la méthodologie microéconomique pour développer ce qu'il appelait de "puissantes ultrasimplifications" (powerful oversimplifications), que le BCG vendait ensuite aux entreprises.
L'ultrasimplification qui a établi sa réputation était la "courbe d'expérience". Fondée sur des études antérieures pour l'industrie de l'aviation, l'idée centrale était que plus on produisait d'unités, plus les coûts étaient bas, et plus les profits étaient hauts. Avec une courbe sur un graphique, on pouvait montrer l'état d'une relation compétitive. La présomption de Henderson était que, pour les entreprises qui fabriquaient le même produit, les variations dans les coûts étaient largement liés à la part de marché. Par conséquent, les effets d'une part de marché plus grande pouvaient être calculés. Les entreprises devaient s'attendre à ce que les coûts déclinent systématiquement et de façon prévisible en conséquence de leur expérience productive supérieure. Bien que la méthodologie encourageait les entreprises à tenir compte de leur coûts totaux et à réaliser des économies d'échelle, elle pouvait aussi les induire gravement en erreur. Dans une industrie bien établie, la courbe d'expérience aurait tendance à s'aplanir. Cette méthodologie pourrait aussi encourager un nivellement par le bas, une guerre des prix, étant donné que ces derniers auraient tendance à être coupés, dans l'expectative de plus gros volumes qui risqueraient de ne pas se concrétiser finalement. Comme l'expérience du Modèle T de Ford l'avait démontré, même le maître d'un produit avec des coûts maintenus au minimum pouvait toujours être battu par un meilleur produit, dont le prix plus haut se justifiait par une meilleure qualité.
La seconde "puissante ultrasimplification" notable du Boston Consulting Group était la growth-share matrix, généralement appelée en français Matrix BCG à partir des initiales du cabinet. La matrice était définie par la croissance du secteur d'activité sur un axe(l'axe vertical), et la part du secteur d'activité. (ou la part du marché relative) sur un autre axe (l'axe horizontal). Les entreprises pouvaient ensuite allouer leurs ressources à leurs différentes activités sur la matrice. Il valait mieux avoir une part importante sur un secteur d'activité en croissance (dit star, étoile), et il ne valait mieux pas avoir une petite part sur un secteur d'activité stagnant ou déclinant (dit dog, chien ou poids morts). Les deux autres catégories étaient les "vaches à lait" (qui dégagent des cashs flows) et les "points d'interrogations" (ou les dilemmes) (question marks). Ces métaphores étaient puissantes, et la logique convaincante. Les "vaches" devaient être surveillées pour financer ultérieurement" les dilemmes" et les "étoiles" soutenues, tandis que les "chiens" devaient être liquidés progressivement. Une fois que cela était fait, seuls les "points d'interrogation" demandaient une vraie réflexion. Encore une fois, le recours aux images pouvait induire en erreur. Le professeur John Seeger a observé avec ironie que "les chiens peuvent être sympathiques, les vaches peuvent avoir besoin d'un taureau maintenant, et puis de rester productives, et les étoiles peuvent se consumer d'elles-mêmes." Seeger considérait dangereux de laisser des modèles de management substituer l'analyse et le "sens commun". Ce n'est pas parce qu'une théorie a de l'élégance et de la simplicité qu'elle "garantit du bon sens dans son utilisation".

### Michael Porter et les années 1980
Il a fallu attendre 1980 pour qu'une percée majeure en stratégie d'entreprise nous vienne des business schools américaines. Michael Porter, qui avait l'expérience en ingénierie requise et un intérêt prononcé pour les sports compétitifs, a intégré MBA de Harvard, où il enseigne la philosophie holistique et multidimensionnelle de la business policy ("politique de l'entreprise"). Étrangement, il poursuit ensuite par un Ph.D en business economics ("économie de l'entreprise"). L'un des cours qu'il a pris était sur l'organisation industrielle. C'était le domaine de l'économie le plus facilement connectable à la stratégie d'entreprise, car il consistait en l'étude des situations de concurrence imparfaite. En concurrence parfaite, le postulat (ensemble de vérités non démontrables) à partir duquel la théorie économique s'est largement développée, les choix qui s'offrent aux acheteurs et aux vendeurs créent un potentiel équilibre autour d'un prix spécifique. Par définition, une concurrence parfaite ne permettait aucun cadre, pour une unité individuelle, pour pouvoir élaborer une stratégie originale et victorieuse. La plus imparfaite des concurrences serait un complet monopole où un seul fournisseur pourrait fixer le prix, ce qui ne laisserait pas non plus beaucoup de place pour la stratégie. En revanche, en situation d'oligopole (quelques fournisseurs dans le marché) , le manager aurait des possibilités stratégiques, car il n'est pas complètement contraint par le marché, mais il est affecté par les manœuvres de ses concurrents. Le manager en situation d'oligopole doit être stratégique, parce qu'il doit anticiper ces "mouvements adverses". Il n'y a aucune loi qui gouverne cette situation, ce qui faisait dire à l'économiste Herbert Simon que l'oligopole est "la disgrâce permanente et insolvable de la théorie économique" ("the permanent and ineradicable scandal of economic theory").
Pour les économistes néoclassiques, la question était de savoir pourquoi certains marchés déviaient des modèles standards de la concurrence parfaite. Les profits devraient être plus que suffisants pour motiver une entreprise, mais certaines industries étaient profitables à l’extrême. Cela, à cause d'un manque de pression concurrentielle, ce qui était favorisé par des "barrières à l'entrée" - la difficulté rencontrée par tout entrepreneur qui cherche à entrer sur un marché et s'y maintenir. L'objet des approches économiques libérales à l'organisation industrielle était de trouver des moyens de réduire ces barrières pour rendre le marché plus compétitif, ou concurrentiel. Avec son bagage académique de business school, Michael Porter a alors vu une occasion de prendre la théorie par un autre bout. C'était là une posture naturelle pour celui qui étudiait la stratégie, que d'adopter le point de vue d'une entreprise au sein d'une industrie et d'un marché, plutôt que d'étudier l'industrie dans son ensemble. Au lieu de se demander comment le système pourrait être rendu plus compétitif, il s'est demandé comment une unité au sein du système pouvait exploiter et même intensifier des éléments anticoncurrentiels pour gagner un avantage stratégique.
En définissant la stratégie d'entreprise, tout comme Igor Ansoff, par "l'adaptation d'une entreprise à son environnement", Michael Porter a élaboré un cadre pour aider les entreprises à examiner leur situation concurrentielle. Il s'agissait toujours de fournir un guide de processus délibératif aux grandes entreprises, mais Porter, dans sa pensée, était plus ambitieux que Kenneth R. Andrews, plus pointilleux que Igor Ansoff, et moins convenu que Bruce Henderson,. Porter a identifié deux problèmes-clés. Le premier était la concentration des vendeurs (pourcentage du marché contrôlé par les quatre plus grosses entreprises) et le deuxième, les barrières à l'entrée. Il en ressortait alors, selon Porter, un "cadre de cinq forces" ("five forces framework") pour analyser une industrie, appelées aujourd'hui les Cinq forces de Porter. Les forces étaient : la rivalité concurrentielle (ou concurrence intrasectorielle) entre les entreprises ; le pouvoir de négociation des fournisseurs ; celui des acheteurs (ou des clients); les menaces de nouveaux arrivants (ou nouveaux entrants) sur le marché ; et celles de produits de substitution. Un certain nombre de facteurs étaient connectés avec chacune d'entre elles. La présentation était méthodique et rigoureuse, offrant des principes simples et quelques tactiques spécifiques sur la façon de maintenir et améliorer une position concurrentielle. Aux critiques qui relevaient que son analyse était trop statique ou stable dans le temps, Porter a répliqué que les cinq forces avaient toutes besoin d'être surveillées justement parce qu'elles changeaient.
Pour Porter, la stratégie d'entreprise était toujours une question de positionnement. Le "menu" de stratégies disponibles était restreint, et le choix dépendaient surtout, selon lui, de la nature de l'environnement concurrentiel, avec pour objectif de trouver une position qui puisse être défendue contre les concurrents existants et ceux qui tenteraient d'entrer sur le marché. Porter a avancé trois stratégies génériques : rester le leader du marché en gardant les coûts bas (domination par les couts); vendre un produit qui est suffisamment distinct des autres pour qu'il ne puisse pas être concurrencé par d'autres produits d'entreprises concurrentes (différenciation), et identifier une part spécifique du marché où il n'y aurait que peu de concurrents (spécialisation / segmentation ou concentration). Il considérait qu'il était important de choisir une de ces stratégies, de s'y tenir, et de ne jamais rester "coincé au milieu", car ce serait presque "une garantie de faible profit". Comme la meilleure position était censée être extrêmement rentable, elle fournirait par la suite des ressources pour améliorer encore plus sa position. La clé était de trouver et d'exploiter les imperfections dans le marché. Dans les termes du modèle SWOT (FFOM), il s'agissait de répondre aux opportunités et aux menaces, plutôt qu'aux forces et aux faiblesses. Porter avait peu d'intérêt pour l'organisation interne et l'implémentation effective d'une stratégie.
Les méthodes de Porter pouvaient être critiquées pour leur nature déductive. Il pouvait aligner de nombreux exemples de tactiques utilisées par des entreprises recherchant la différenciation de leurs produits, ou levant des barrières à l'entrée par la baisse des couts, mais c'était là des illustrations de propositions dérivées de sa théorie. Certaines de ses affirmations centrales à propos des stratégies génériques et de l'avantage maximal à gagner en se concentrant sur sa position dans le marché, plutôt que sur l'efficacité opérationnelle, manquaient de preuves, voire semblaient s'opposer à l'évidence. Comme tous les théoriciens qui pensaient structurellement, il avait tendance à s'appuyer sur l'hypothèse que la structure avait "une forte influence sur la détermination des règles concurrentielles du jeu tout comme les stratégies potentiellement disponibles à l'entreprise". En pratique, le système était moins rigide et prévisible que le supposait la théorie de Porter, et davantage susceptible d'être transformée par des entreprises vraiment imaginatives.
Un des aspects les plus frappants de l'approche de Porter résidait dans ses implications politiques. Ce n'était pas quelque-chose qu'il a évoqué explicitement, mais comme le remarque l'universitaire canadien Henry Mitzberg, "Si le profit réside vraiment dans le pouvoir de marché, alors il y a clairement plus que des moyens économiques pour le générer." Porter a pratiquement fait le lien entre position concurrentielle et aide du gouvernement lorsqu'il a remarqué de quelle façon les gouvernements peuvent "limiter ou même interdire l'accès à l'industrie avec des moyens de contrôle comme des exigences de licences et des limites de l'accès aux matières premières". L'arène-clé ici évoquée était celle affectée par la législation antitrust américaine. Porter était bien conscient des enjeux, observant comment les entreprises sous restrictions de la législation antitrust pouvaient se sentir incapables de répondre aux concurrents tentant s'emparer d'une petite part du marché, ou comment les grandes entreprises pouvaient user de poursuites antitrust pour harceler les petits concurrents. Il a mis en garde ses lecteurs à ce sujet dans son second ouvrage, Competitive Advantage, observant comment ces poursuites pouvaient mettre les concurrents sous pression financière. Il y a aussi discuté de dans quelle mesure les barrières à l'entrée pourraient être élevées plus haut que ce qui advient naturellement, avec des méthodes comme : former des accords exclusifs avec des magasins pour geler ses concurrents, s'arranger avec les fournisseurs, et même travailler en coalition avec d'autres entreprises installées. Un certain nombre de ces activités, observait-il, étaient réprouvées par la loi antitrust (l'équivalent de notre conseil de la concurrence), et avaient été l'objet de poursuites qui ont réussi. Porter insistait qu'il soutenait la législation antitrust, et il faut noter qu'il y avait un certain degré de flou autour de cette législation à propos de la sévérité avec laquelle elle devait être appliquée à tout moment, et cela dépendait souvent des circonstances économiques. Ce degré d'incertain était un problème majeur pour le stratégiste, étant donné que ce qui peut apparaître comme un comportement acceptable à un moment donné, pouvait devenir inacceptable à un autre moment.
Au milieu des années 1980, Porter a conseillé la National Football League (NFL) alors qu'elle était en concurrence avec la United States Football League (USFL). Il a caractérisé ce conflit comme une "guérilla" et a suggéré des stratégies agressives à la NFL, comme persuader des sociétés de diffusion de rompre leur contrat avec la USFL, acheter les meilleurs joueurs de la USFL tout en encourageant les pires joueurs de la NFL à passer de l'autre côté, et à récupérer les propriétaires les plus puissants de la USFL tout en poussant dans la faillite les équipes les plus faibles de la USFL. Ces conseils furent utilisés comme éléments de preuve quand la USFL a réclamé des dommages et intérêts à la NFL pour ses pratiques anticoncurrentielles. Finalement, il fut jugé que la NFL avait enfreint la loi, bien que seuls des indemnisations dérisoires furent octroyées à la USFL. L'assistant de Porter reconnut que les questions légales n'avaient pas été considérées lorsque Porter avait vendu ses conseils ; la ligne de défense de la NFL était qu'elle avait ignoré ces conseils.

### Outils d'aide à la décision stratégique
Les premiers outils d’aide à la décision stratégique sont ainsi apparus dans les années 1960 aux États-Unis :
- Le plus connu est le modèle SWOT, acronyme des termes anglais Strengths (forces), Weaknesses (faiblesses), Opportunities (opportunités) et Threats (menaces) qui est une simplification du modèle de matrice OCR LCAG (proposé par quatre professeurs de la Harvard Business School, Learned, Christensen, Andrews et Guth en 1969).
- Le modèle VRIN, acronyme des termes anglais Value, Rarity, Inimitabily et Non-substituability. Il permet d'évaluer la capacité de ressources à générer de la valeur dans un processus de production.
- Les outils et grilles d’analyse ont évolué grâce aux améliorations apportées par les chercheurs en stratégie (notamment Igor Ansoff[21], Michael Porter[22], Henry Mintzberg[23], Jay Barney[24] ou W. Chan Kim et Renée Mauborgne[25]) et par les cabinets de conseil en stratégie du type Boston Consulting Group, McKinsey & Company ou Arthur D. Little.

## Définitions
Plusieurs définitions de la stratégie d'entreprise existent dans la littérature managériele:
- selon Alfred Chandler (1962) : « La stratégie consiste à déterminer les objectifs et les buts fondamentaux à long terme d’une organisation, puis à choisir les modes d’action et d’allocation de ressources qui lui permettront d’atteindre ces buts, ces objectifs »[4].
- selon Igor Ansoff (1965) : « La stratégie est la conception que la firme se fait de ses activités, spécifiant son taux de progression, les champs de son expansion et ses directions, les forces majeures à exploiter et le profit à réaliser »[21].
- selon Michael Porter (1982) : « La stratégie, face à la concurrence, est une combinaison des objectifs que s’efforce d’atteindre la firme et des moyens par lesquels elle cherche à les atteindre »[22].
- selon Michel Marchesnay (1993) : « La stratégie est l'ensemble constitué par les réflexions, les décisions, les actions ayant pour objet de déterminer les buts généraux, puis les objectifs, de fixer le choix des moyens pour réaliser ces buts, de mettre en œuvre les actions et les activités en conséquence, de contrôler les performances attachées à cette exécution et à la réalisation des buts »[26].
- selon Frédéric Le Roy (2012) : « La stratégie est la fixation d'objectifs en fonction de la configuration de l'environnement et des ressources disponibles dans l'organisation, puis l'allocation de ces ressources afin d'obtenir un avantage concurrentiel durable et défendable »[27].
- Selon Olivier Meier[28] (2018): « La stratégie est l'ensemble des décisions et actions qui orientent de façon déterminante et sur le long terme, la mission, les métiers et activités de l'entreprise, ainsi que son mode d'organisation et de fonctionnement »[29].
- Selon Yvan Allaire et Mihaela Firsirotu (2004) : « La stratégie d'entreprise, selon notre perspective, est un ensemble cohérent de choix et de mesures à prendre pour réaliser une certaine vision de l'entreprise et créer une valeur économique durable dans un contexte de marchés donné »[30].
- selon Richard Whittington et al. (2023) « La stratégie est l'orientation à long terme d'une organisation »[31].

Il ressort de ces définitions que la stratégie d'entreprise consiste à répondre à trois questions :
1. Quel modèle de création de valeur utiliser afin d'assurer des profits durables à l'entreprise (quel est son modèle économique) ?
2. Peut-on éviter l'imitation de ce modèle de création de valeur par les concurrents, afin de dégager un avantage concurrentiel ?
3. Sur quel périmètre, ce modèle de création de valeur est-il déployé ?

Ces trois dimensions, Valeur-Imitation-Périmètre (ou modèle VIP), résument l'essentiel des questions stratégiques,.
Le succès d'une stratégie d'entreprise est relatif et non absolu : il se mesure par rapport au succès de la stratégie des concurrents. L'objectif consiste donc à obtenir un avantage concurrentiel, c'est-à-dire à dégager un profit durablement supérieur à celui des concurrents. Cependant, les cas d'entreprises dont la performance reste durablement supérieure au marché restent extrêmement rares.
La stratégie doit faire correspondre les ressources et compétences de l'organisation (prépondérantes selon l'approche par les ressources défendue notamment par Jay Barney) aux menaces et opportunités de son environnement (prépondérantes selon l'approche de Michael Porter). Le risque principal est que tous les concurrents apportent des réponses équivalentes, ce qui selon la théorie néoinstitutionnelle provoque une institutionnalisation de l'industrie.
La stratégie est classiquement du ressort du dirigeant (P-DG, directeur général, gérant, etc.). Cependant, le dirigeant est nécessairement soumis à une rationalité limitée au sens de Herbert Simon lors de ses prises de décision. Il risque donc de se contenter d'officialiser les stratégies émergentes développées par l'entreprise ou de surinterpréter les succès passés, jusqu'à provoquer une éventuelle dérive stratégique.

## Démarche de diagnostic stratégique
Le diagnostic stratégique ou analyse stratégique, consiste à déterminer l'adéquation entre les ressources dont dispose une organisation et les facteurs clés de succès de l'environnement dans lequel elle évolue, afin de recommander en fonction des caractéristiques de la concurrence, des orientations stratégiques, qui peuvent éventuellement conduire à une redéfinition des métiers, activités et du modèle économique de la firme.
Classiquement, la démarche d'analyse stratégique consiste en cinq étapes :
1. Segmentation (macrosegmentation) de l'organisation en Domaines d'Activité Stratégique (DAS).
2. Analyse concurrentielle de chacun des DAS au moyen du modèle SWOT. Pour la partie externe du SWOT, on utilise notamment le modèle PESTEL (acronyme des mots environnement politique, économique, sociologique, technologique, écologique et légal) et le modèle des 5 forces de la concurrence proposé par Michael Porter. Pour la partie interne du SWOT, on utilise notamment la chaîne de valeur, également proposée par Michael Porter[22], et le modèle VRIO développé par Jay Barney[24] (les ressources de l'entreprise sont-elles génératrices de valeur, rares, inimitables et exploitées par l'organisation ?).
3. Choix d'une stratégie générique proposée par Michael Porter pour chacun des DAS : stratégie de coût (ou de baisse de prix), stratégie de différenciation (épuration ou sophistication) ou stratégie de focalisation (de niche). On parle ici classiquement de stratégies d'activité (business strategy)[22].
4. Arbitrages d'allocation de ressources entre les différents DAS grâce à des outils du type Matrice BCG, Matrice McKinsey ou Matrice ADL. On parle ici classiquement de stratégie de groupe[38].
5. Évolution du périmètre d'activité vers de nouveaux DAS (par exemple en utilisant une matrice d'Ansoff[21]) : diversification, internationalisation, intégration verticale (en amont ou en aval de la filière) ou externalisation des DAS les moins profitables, fusions et acquisitions de concurrents, alliances ou partenariats[39].

## Choix stratégiques
Historiquement, on a distingué deux niveaux en stratégie d'entreprise :
- le niveau général de l'entreprise, lorsque celle-ci rassemble plusieurs activités (et c'est un cas fréquent[40]). C'est ce qu'on appelle la stratégie au niveau de l'entreprise ou stratégie de groupe (corporate strategy)[41].
- le niveau de chaque domaine d'activité stratégique. Ce sont les stratégies concurrentielles ou stratégies d'activités (business strategy)[22].

À la lumière de travaux plus récents, notamment ceux consacrés à l'innovation stratégique, à l'approche par les ressources, à l'hypercompétition ou à la stratégie émergente, cette distinction est souvent considérée comme dépassée, car elle s'oppose à une vision intégrée de la stratégie :
- la modification des conditions concurrentielles, qui relève de la business strategy, peut notamment entraîner une évolution du périmètre d'activités, qui relève de la corporate strategy. C'est ce qu'on observe notamment dans le cadre d'une Stratégie océan bleu[25].
- de même, l'approche par les ressources[24] structure les stratégies des activités autour de capacités transverses qui, historiquement, auraient été considérées comme relevant de la corporate strategy.
- l'hypercompétition[42] consiste à déplacer le champ de concurrence d'une activité à une autre, ce qui brouille la distinction classique entre le niveau corporate et le niveau business.
- enfin, les travaux sur la stratégie émergente[43] montrent qu'une diversification peut tout à fait résulter de l'évolution progressive de l'interaction concurrentielle au sein d'un domaine d'activité stratégique.

Dans une entreprise mono activité, le niveau corporate et le niveau business sont confondus tandis que dans une entreprise aux activités diversifiées, ces deux démarches sont interactives.

### Stratégie par domaine d'activité stratégique
Selon Michael Porter, il est possible de distinguer les stratégies génériques suivantes au niveau de chacun des domaines d'activité stratégique :
- Les stratégies de domination par les coûts, qui consistent pour un DAS à proposer la même offre que les concurrents, mais à un prix inférieur : c'est l'approche revendiquée par Hyundai dans l'automobile ou Leclerc dans la grande distribution. Pour cela, on s'appuie souvent sur l'effet d'expérience, qui permet de réduire le coût marginal ou de la dernière unité produite par une augmentation du volume cumulé. Une stratégie de prix qui repose sur ce principe est appelée stratégie de volume.
- Les stratégies de différenciation, que l'on distingue entre différenciation vers le haut ou sophistication (proposer une offre plus élaborée et plus coûteuse que les concurrents, mais vendue encore plus cher : BMW, Apple, Starbucks, Häagen-Dazs, etc.) et différenciation vers le bas ou épuration (proposer une offre moins élaborée et bien moins coûteuse que les concurrents, mais vendue moins cher : easyJet, Ryanair, Lidl, Dacia, Bic, H&M, etc.). Dans les deux cas, il s'agit de créer un différentiel positif entre l'écart de coût et l'écart de prix par rapport à l'offre de référence : soit on accroît le prix plus que le coût (différenciation vers le haut), soit on réduit le coût plus que le prix (différenciation vers le bas).
- La stratégie de focalisation : on se focalise sur une niche de marché. Pour cela, il faut que le marché soit suffisamment petit pour ne pas attirer de gros concurrents et qu'il nécessite des investissements suffisamment spécifiques pour rebuter d'autres petits concurrents. Le principal piège d'une niche est de la faire grossir.

### Évolution du périmètre de l'entreprise
Le périmètre d'une entreprise peut être élargi de plusieurs façons. Les politiques de diversification permettent d'ajuster le champ d'activité en introduisant de nouveaux produits ou en pénétrant de nouveaux marchés, comme le précise la classification d'Igor Ansoff. On distingue ici la diversification liée, où des synergies existent entre la nouvelle activité et l'ancienne, comme le montrent les produits iPod, iPhone et iPad d'Apple, et la diversification conglomérale, où il n'y a pas de synergie, tel que le transport aérien et la téléphonie pour Virgin. L'internationalisation, une forme particulière de diversification, peut également être liée ou conglomérale en fonction de sa proximité avec le marché d'origine. Les politiques d'intégration, quant à elles, incluent à la fois la croissance interne et externe. L'intégration horizontale étend le périmètre à des domaines connexes, avec une distinction entre le confortement, lorsque l'activité reste la même, et la diversification liée ou conglomérale, selon l'existence de synergies. L'intégration verticale, en revanche, consiste à s'étendre le long de la filière, soit en amont pour rivaliser avec les fournisseurs, soit en aval pour concurrencer les clients. Enfin, les politiques d'externalisation impliquent la cession d'une partie de l'activité à des prestataires externes.

### Modalités de développement
Afin de mettre en œuvre les évolutions du périmètre d'activité (diversification, intégration, externalisation, etc.), trois modalités de développement sont généralement distinguées et considérées comme envisageables :
- La croissance interne ou croissance organique : l'entreprise se développe à partir de ses propres ressources. Elle n'en est parfois pas capable (comme dans une situation de vallée de la mort) et doit alors trouver des financements extérieurs.
- La croissance externe qui implique l'acquisition ou la fusion avec d'autres organisations.
- Les alliances ou partenariats, qui visent à nouer des collaborations avec d'autres organisations. On parle d'alliance pour désigner des coopérations entre concurrents (par exemple Skyteam ou Star Alliance dans le transport aérien), et de partenariats pour désigner des coopérations entre non concurrents, soit entre clients et fournisseurs, soit entre des entreprises qui n'entretiennent pas de relations économiques directes (par exemple la SNCF et Avis).

### Relations interorganisationnelles
Un élément central des choix stratégiques concerne les relations interorganisationnelles, c’est-à-dire l’ensemble des relations entre organisations. Les relations interorganisationnelles permettent aux organisations indépendantes d’avoir accès à des ressources externes ou de pénétrer de nouveaux marchés et, à ce titre, représentent un levier essentiel d’avantage concurrentiel. Le champ de la stratégie d’entreprise a accordé beaucoup d’attention aux différentes formes de relations entre les organisations, allant des alliances stratégiques aux relations acheteurs-fournisseurs, en passant par les coentreprises, les réseaux et les relations de franchise.
D’une part, les chercheurs en stratégie d’entreprise qui s’appuient sur les sciences économiques (par exemple la théorie des coûts de transaction) ont soutenu que les entreprises ont recours aux relations interorganisationnelles lorsqu’elles sont la forme la plus efficace comparativement à d’autres formes d’organisation, comme le fait d’opérer seule ou d’utiliser le marché. D’autre part, les chercheurs s’appuyant sur la théorie organisationnelle (par exemple la théorie de la dépendance aux ressources) suggèrent que les entreprises ont tendance à s’associer à d’autres lorsque de telles relations leur permettent d’améliorer leur statut, leur pouvoir, leur réputation ou leur légitimité. Un facteur clé de la gestion stratégique des relations interorganisationnelles implique le choix de mécanismes de gouvernance. En particulier, les études récentes étudient la nature des ententes contractuelles et relationnelles entre les organisations.

## Déploiement stratégique
Pour mettre en place la stratégie, il est généralement nécessaire d'appliquer :
- Une conduite de changement, notamment par un contrôle de gestion et l'aide de la gestion du capital humain.
- Une bonne gestion des connaissances. Il se décline en deux stratégies : codification et personnalisation.
- Une nouvelle organisation et un nouveau système d'information (management du système d'information).
- Une nouvelle chaîne logistique.

## Planification stratégique et management stratégique

### Planification stratégique
Au milieu des années 1960, Igor Ansoff définit la démarche de planification stratégique. La démarche est largement utilisée dans les années 1970 et demeure encore souvent appliquée dans les grandes entreprises, notamment dans l'énergie ou l'aéronautique.
À la suite notamment des travaux de Henry Mintzberg, la planification stratégique est désormais considérée comme une approche datée. Selon lui, la planification stratégique devient le plus souvent un pur exercice bureaucratique qui limite la capacité d'adaptation de l'entreprise et empêche les stratégies émergentes d'apparaître.

### Management stratégique
À la suite des travaux de Henry Mintzberg ou du développement de la théorie des ressources depuis la fin des années 1990, notamment par Jay Barney, la plupart des chercheurs en stratégie ne distinguent pas la stratégie d'entreprise et le management stratégique, partant du principe que la définition d'orientations générales qui ne prendrait pas en compte leur mise en œuvre serait une démarche sans intérêt pratique. L'association des professeurs francophones de stratégie s'appelle ainsi l'Association Internationale de Management Stratégique , afin de bien marquer l'intégration de ces deux dimensions.
Cependant, Jean-Pierre Helfer, Michel Kalika et Jacques Orsoni continuent à introduire une distinction, en insistant sur la dimension organisationnelle du management stratégique. Pour eux, la stratégie est l'ensemble des décisions de long terme prises par l'entreprise pour atteindre ses objectifs compte tenu de ses ressources et de ses environnements. Tandis que le management stratégique est l'ensemble des tâches relevant de la direction générale qui ont pour objectifs de fixer à l'entreprise les voies de son développement futur tout en lui donnant les moyens organisationnels d'y parvenir.
Franck Rothaermel fait aussi la différence, mais de manière beaucoup moins nette. Il oppose que le management stratégique est un champ intégrateur du management qui combine l'analyse, la formulation et le déploiement dans la recherche d'un avantage concurrentiel, alors que la stratégie est l'ensemble des actions orientées vers un objectif qu'une entreprise a l'intention de réaliser dans la recherche d'obtenir et de maintenir un avantage concurrentiel.
Les autres manuels de référence, notamment ceux Johnson et al. et de Demil et al. incluent la stratégie dans le management stratégique, afin d'insister sur l'interdépendance entre la définition d'objectifs et leur déploiement opérationnel. Cette notion d'interdépendance entre le raisonnement analytique et le déploiement pratique est en particulier défendue par le modèle autour duquel est structuré l'ouvrage de Johnson et al..

## Écoles de pensée en stratégie
Selon Henry Mintzberg, il est possible de distinguer dix écoles de pensée en stratégie :
| Écoles de pensées         | Ce qui dicte les choix                      | Cœur de l'analyse                                       |
| ------------------------- | ------------------------------------------- | ------------------------------------------------------- |
| École de la méthode       | L'environnement                             | Modèle SWOT, matrice BCG                                |
| École du positionnement   | Les forces de la concurrence                | Modèle des 5 forces de la concurrence de Michael Porter |
| École de la planification | L'adéquation avec les scénarios d'évolution | Analyse de l'information                                |
| École entrepreneuriale    | Les ressources et compétences disponibles   | La vision du dirigeant                                  |
| École cognitive           | La rationalité limitée des acteurs          | Décisions                                               |
| École de l'apprentissage  | Les connaissances                           | Capacité à apprendre                                    |
| École du pouvoir          | La politique                                | Lobbying, coalitions, négociations, intrigues           |
| École culturelle          | La culture                                  | Présupposés implicites                                  |
| École environnementale    | La survie du plus adapté                    | Conditions d'évolution                                  |
| École des configurations  | Les facteurs de contingence                 | Configurations organisationnelles de Mintzberg          |

## Stratégie délibérée et stratégie émergente
Pour la plupart des auteurs classiques, dont notamment Igor Ansoff, la stratégie est délibérée : elle se définit comme étant « les plans pour atteindre des résultats en rapport avec les missions et les objectifs de l’entreprise ». Pendant longtemps les dirigeants ne se sont intéressés qu’à la stratégie délibérée. Beaucoup d’outils ont été développés dans le domaine de la planification stratégique pour les aider à mieux prévoir leur environnement et à mieux planifier leurs opérations afin d’atteindre leurs objectifs.
Les travaux de Henry Mintzberg ou Robert Burgelman font cependant valoir que la stratégie peut aussi être émergente : elle prend forme progressivement dans un flux continu d’actions. Certaines de ces actions sont délibérées, prévues et planifiées. D’autres sont émergentes et répondent à des événements non prévus auxquels la firme réagit.